# Martín Berasategui Olazabal
Martín Berasategui Olazabal és un cuiner basc, originari de Guipúscoa, concretament de Sant Sebastià. Va començar la seva activitat professional en el local familiar de la part vella de Donosti anomenat "Bodegón Alejandro". És el cuiner de tot l'estat espanyol amb més estrelles Michelin acumulades, amb un total de 12.
Temps després obriria el restaurant "Martín Berasategui", situat a la població de Lasarte-Oria, i que gaudeix de tres estrelles de la Guia Michelin. Actualment és reconegut com un dels cuiners més representatius de la nova cuina basca amb Juan Mari Arzak i Pedro Subijana. Des de l'any 2006 té un local a Barcelona anomenat Lasarte i ubicat dins l'Hotel Comtes de Barcelona. Aquest restaurant té, fins ara, dues estrelles Michelin. Durant el 2010 també va assumir la direcció del restaurant Fonda d'Espanya, de la capital catalana.
El 2019 li va ser atorgada la Medalla d'Or al Mèrit en les Belles Arts.